# Campionati del mondo di corsa campestre 2019
Il XLIII Campionato mondiale di corsa campestre si è tenuto ad Aarhus, Danimarca, il 30 marzo 2019 al Moesgaard Museum. Alle 5 corse in programma hanno partecipato 520 atleti da 63 nazioni. Il titolo maschile è stato vinto da Joshua Cheptegei mentre quello femminile da Hellen Obiri.

## Nazioni partecipanti
Qui sotto sono elencate le nazioni che hanno partecipato a questi campionati (tra parentesi il numero degli atleti per ciascuna nazione).
- Algeria (8)
- Argentina (2)
- Australia (23)
- Bahrein (10)
- Botswana (5)
- Brasile (8)
- Burundi (7)
- Canada (28)
- Rep. Ceca (1)
- Cile (2)
- Cina (14)
- Colombia (2)
- Danimarca (28)
- Egitto (2)
- El Salvador (2)
- Eritrea (16)
- Etiopia (28)
- Francia (16)
- Germania (1)
- Ghana (1)
- Giappone (22)

- Gran Bretagna (24)
- Hong Kong (2)
- India (2)
- Irlanda (6)
- Italia (2)
- Kazakistan (3)
- Kenya (27)
- Kirghizistan (1)
- Lettonia (2)
- Libano (15)
- Libia (1)
- Lussemburgo (2)
- Malta (2)
- Marocco (15)
- Mauritius (1)
- Namibia (2)
- Niger (1)
- Norvegia (1)
- Nuova Zelanda (16)
- Palestina (1)
- Perù (15)

- Polonia (4)
- Portogallo (1)
- Romania (2)
- Ruanda (4)
- Seychelles (2)
- Sierra Leone (4)
- Somalia (1)
- Spagna (24)
- Squadra degli atleti rifugiati (2)
- Stati Uniti (28)
- Sudafrica (21)
- Sudan (1)
- Svezia (3)
- Svizzera (1)
- Tanzania (16)
- Turchia (1)
- Ucraina (4)
- Uganda (27)
- Uruguay (2)
- Zambia (3)
- Zimbabwe (2)

## Programma
| Data     | Ora (UTC+1) | Gara                     |
| -------- | ----------- | ------------------------ |
| 30 marzo | 11:00       | Staffetta mista          |
| 30 marzo | 11:35       | Corsa under 20 femminile |
| 30 marzo | 12:10       | Corsa under 20 maschile  |
| 30 marzo | 13:00       | Corsa seniores femminile |
| 30 marzo | 14:00       | Corsa seniores maschile  |

## Medagliati
| Specialità                | Oro                                                                                      | Prestazione | Argento                                                                                                   | Prestazione | Bronzo                                                                                             | Prestazione |
| Individuale               |                                                                                          |             | |             | |             |
| Gara maschile (10 km)     | Joshua Cheptegei                                                                         | 31'40"      | Jacob Kiplimo                                                                                             | 31'44"      | Geoffrey Kamworor                                                                                  | 31'55"      |
| Gara femminile (10 km)    | Hellen Obiri                                                                             | 36'14"      | Dera Dida                                                                                                 | 36'16"      | Letesenbet Gidey                                                                                   | 36'24"      |
| Gara maschile U20 (8 km)  | Milkesa Mengesha                                                                         | 23'52"      | Tadese Worku                                                                                              | 23'54"      | Oscar Chelimo                                                                                      | 23'55"      |
| Gara femminile U20 (6 km) | Beatrice Chebet                                                                          | 20'50"      | Alemitu Tariku                                                                                            | 20'50"      | Tsigie Gebreselama                                                                                 | 20'50"      |
| Staffetta                 |                                                                                          |             | |             | |             |
| Staffetta mista (8 km)    | Etiopia Kebede Endale Bone Cheluke Teddese Lemi Fantu Worku                              | 25'49"      | Marocco Soufiane el-Bakkali Kaoutar Farkoussi Abdalaati Iguider Rababe Arafi                              | 26'22"      | Kenya Conseslus Kipruto Jarinter Mawia Mwasya Elijah Manangoi Winfred Nzisa Mbithe                 | 26'29"      |
| A squadre                 |                                                                                          |             | |             | |             |
| Gara maschile (10 km)     | Uganda Joshua Cheptegei (1) Jacob Kiplimo (2) Thomas Ayeko (7) Joel Ayeko (10)           | 20 p.       | Kenya Geoffrey Kamworor (3) Rhonex Kipruto (6) Richard Yator (13) Rodgers Kwemoi (21)                     | 43 p.       | Etiopia Selemon Barega (5) Andamlak Belihu (8) Abdi Fufa (15) Mogos Tuemay (18)                    | 46 p.       |
| Gara femminile (10 km)    | Etiopia Dera Dida (2) Letesenbet Gidey (3) Tsehay Gemechu (6) Zenebu Fikadu (10)         | 21 p.       | Kenya Hellen Obiri (1)\|Beatrice Chepkoech (7) Eva Cherono (8) Deborah Samum (9)                          | 25 p.       | Uganda Rachael Zena Chebet (4) Peruth Chemutai (5) Juliet Chekwel (13) Esther Chebet (14)          | 36 p.       |
| Gara maschile U20 (8 km)  | Etiopia Milkesa Mengesha (1) Tadese Worku (2) Tsegay Kidanu (5) Gebregewergs Teklay (10) | 18 p.       | Uganda Oscar Chelimo (3) Hosea Kiplangat (6) Samuel Kibet (9) Mathew Job Chekwurui (14)                   | 32 p.       | Kenya Leonard Kipkemoi Bett (4) Edwin Kiplangat Bett (7) Samwel Masai (8) Charles Katul Lokir (15) | 34 p.       |
| Gara femminile U20 (6 km) | Etiopia Alemitu Tariku (2) Tsigie Gebreselama (3) Girmawit Gebrzihair (5) Mizan Alem (7) | 17 p.       | Kenya Beatrice Chebet (1) Betty Chepkemoi Kibet (6) Jackline Chepwogen Rotich (9) Lydia Jeruto Lagat (10) | 26 p.       | Giappone Ayuka Kazama (14) Ririka Hironaka (15) Chika Kosakai (21) Hazuki Doi (22)                 | 72 p.       |

## Risultati

### Individuale (uomini seniores)
| Pos. | Atleta              | Nazione | Tempo (m's") |
| ---- | ------------------- | ------- | ------------ |
|      | Joshua Cheptegei    | Uganda  | 31'40"       |
|      | Jacob Kiplimo       | Uganda  | 31'44"       |
|      | Geoffrey Kamworor   | Kenya   | 31'55"       |
| 4    | Aron Kifle          | Eritrea | 32'04"       |
| 5    | Selemon Barega      | Etiopia | 32'16"       |
| 6    | Rhonex Kipruto      | Kenya   | 32'17"       |
| 7    | Thomas Ayeko        | Uganda  | 32'25"       |
| 8    | Andamlak Belihu     | Etiopia | 32'29"       |
| 9    | Thiery Ndikumwenayo | Burundi | 32'29"       |
| 10   | Joel Ayeko          | Uganda  | 32'32"       |
| 11   | Rodrigue Kwizera    | Burundi | 32'37"       |
| 12   | Albert Chemutai     | Uganda  | 32'46"       |

### Squadre (uomini seniores)
| Joshua Cheptegei | 1  |
| Jacob Kiplimo    | 2  |
| Thomas Ayeko     | 7  |
| Joel Ayeko       | 10 |

| Geoffrey Kamworor | 3  |
| Rhonex Kipruto    | 6  |
| Richard Yator     | 13 |
| Rodgers Kwemoi    | 21 |

| Selemon Barega  | 5  |
| Andamlak Belihu | 8  |
| Abdi Fufa       | 15 |
| Mogos Tuemay    | 18 |

### Individuale (uomini under 20)
| Pos. | Atleta                | Nazione  | Tempo (m's") |
| ---- | --------------------- | -------- | ------------ |
|      | Milkesa Mengesha      | Etiopia  | 23'52"       |
|      | Tadese Worku          | Etiopia  | 23'54"       |
|      | Oscar Chelimo         | Uganda   | 23'55"       |
| 4    | Leonard Kipkemoi Bett | Kenya    | 24'02"       |
| 5    | Tsegay Kidanu         | Etiopia  | 24'07"       |
| 6    | Hosea Kiplangat       | Uganda   | 24'08"       |
| 7    | Edwin Kiplangat Bett  | Kenya    | 24'18"       |
| 8    | Samwel Masai          | Kenya    | 24'19"       |
| 9    | Samuel Kibet          | Uganda   | 24'29"       |
| 10   | Gebregewergs Teklay   | Etiopia  | 24'34"       |
| 11   | Dinkalem Ayele        | Etiopia  | 24'36"       |
| 12   | Jakob Ingebrigtsen    | Norvegia | 24'39"       |

### Squadre (uomini under 20)
| Milkesa Mengesha    | 1  |
| Tadese Worku        | 2  |
| Tsegay Kidanu       | 5  |
| Gebregewergs Teklay | 10 |

| Oscar Chelimo        | 3  |
| Hosea Kiplangat      | 6  |
| Samuel Kibet         | 9  |
| Mathew Job Chekwurui | 14 |

| Leonard Kipkemoi Bett | 4  |
| Edwin Kiplangat Bett  | 7  |
| Samwel Masai          | 8  |
| Charles Katul Lokir   | 15 |

### Individuale (donne seniores)
| Pos. | Atleta                 | Nazione | Tempo (m's") |
| ---- | ---------------------- | ------- | ------------ |
|      | Hellen Obiri           | Kenya   | 36'14"       |
|      | Dera Dida              | Etiopia | 36'16"       |
|      | Letesenbet Gidey       | Etiopia | 36'24"       |
| 4    | Rachael Zena Chebet    | Uganda  | 36'47"       |
| 5    | Peruth Chemutai        | Uganda  | 36'49"       |
| 6    | Tsehay Gemechu         | Etiopia | 36'56"       |
| 7    | Beatrice Chepkoech     | Kenya   | 37'12"       |
| 8    | Eva Cherono            | Kenya   | 37'13"       |
| 9    | Deborah Samum          | Kenya   | 37'18"       |
| 10   | Zenebu Fikadu          | Etiopia | 37'24"       |
| 11   | Fotyen Tesfay          | Etiopia | 37'29"       |
| 12   | Lilian Kasait Rengeruk | Kenya   | 37'35"       |

### Squadre (donne seniores)
| Dera Dida        | 2  |
| Letesenbet Gidey | 3  |
| Tsehay Gemechu   | 6  |
| Zenebu Fikadu    | 10 |

| Hellen Obiri       | 1 |
| Beatrice Chepkoech | 7 |
| Eva Cherono        | 8 |
| Sentayehu Lewetegn | 9 |

| Rachael Zena Chebet | 4  |
| Peruth Chemutai     | 5  |
| Juliet Chekwel      | 13 |
| Esther Chebet       | 14 |

### Individuale (donne under 20)
| Pos. | Atleta                    | Nazione | Tempo (m's") |
| ---- | ------------------------- | ------- | ------------ |
|      | Beatrice Chebet           | Kenya   | 20'50"       |
|      | Alemitu Tariku            | Etiopia | 20'50"       |
|      | Tsigie Gebreselama        | Etiopia | 20'50"       |
| 4    | Sarah Chelangat           | Uganda  | 20'51"       |
| 5    | Girmawit Gebrzihair       | Etiopia | 20'53"       |
| 6    | Betty Chepkemoi Kibet     | Kenya   | 21'03"       |
| 7    | Mizan Alem                | Etiopia | 21'09"       |
| 8    | Wede Kefale               | Etiopia | 21'14"       |
| 9    | Jackline Chepwogen Rotich | Kenya   | 21'17"       |
| 10   | Lydia Jeruto Lagat        | Kenya   | 21'44"       |
| 11   | Meselu Berhe              | Etiopia | 21'46"       |
| 12   | Mercy Chepkorir Kirarei   | Kenya   | 21'49"       |

### Squadre (donne under 20)
| Alemitu Tariku      | 2 |
| Tsigie Gebreselama  | 3 |
| Girmawit Gebrzihair | 5 |
| Wede Kefale         | 8 |

| Beatrice Chebet           | 1  |
| Betty Chepkemoi Kibet     | 6  |
| Jackline Chepwogen Rotich | 9  |
| Lydia Jeruto Lagat        | 10 |

| Ayuka Kazama    | 14 |
| Ririka Hironaka | 15 |
| Chika Kosakai   | 21 |
| Hazuki Doi      | 22 |

### Staffetta mista
| Pos. | Nazione     | Atleti/e                                                                                | Tempo (m's") |
| ---- | ----------- | --------------------------------------------------------------------------------------- | ------------ |
|      | Etiopia     | Kebede Endale, Bone Cheluke, Teddese Lemi, Fantu Worku                                  | 25'49"       |
|      | Marocco     | Soufiane El Bakkali, Kaoutar Farkoussi, Abdelaati Iguider, Rababe Arafi                 | 26'22"       |
|      | Kenya       | Conseslus Kipruto, Jarinter Mawia Mwasya, Elijah Motonei Manangoi, Winfred Nzisa Mbithe | 26'29"       |
| 4    | Stati Uniti | Kirubel Erassa, Shannon Osika, Jordan Mann, Eleanor Fulton                              | 27'01"       |
| 5    | Uganda      | Docus Ajok, Daniel Kiprop, Sylvia Chelangat, Ronald Musagala                            | 27'35"       |
| 6    | Spagna      | Víctor Ruiz, Cristina Espejo, Artur Bossy, Esther Guerrero                              | 27'47"       |
| 7    | Canada      | Kevin Robertson, Regan Yee, Erica Digby                                                 | 27'57"       |
| 8    | Danimarca   | Andreas Lindgreen, Dagmar Fæster Olsen, Laura Glans, Nick Jensen                        | 28'47"       |
| 9    | Tanzania    | Yohana Elisante Sulle, Sisilia Ginoka Panga, Mayselina Issa Mbua, Marco Monko           | 28'48"       |
| 10   | Cina        | Xinyan Zhang, Amu Mao, Xiaoqian Zhong, Yuxi Luo                                         | SQ           |

## Medagliere
Legenda
     Paese ospitante
| Posizione | Paese    | Oro | Argento | Bronzo | Totale |
| --------- | -------- | --- | ------- | ------ | ------ |
| 1         | Etiopia  | 5   | 3       | 3      | 11     |
| 2         | Kenya    | 2   | 3       | 3      | 8      |
| 3         | Uganda   | 2   | 2       | 2      | 6      |
| 4         | Marocco  | 0   | 1       | 0      | 1      |
| 5         | Giappone | 0   | 0       | 1      | 1      |
| Totale    | Totale   | 9   | 9       | 9      | 27     |